# Mistrzostwa Niemieckiej Republiki Demokratycznej w rugby union
Rywalizacja o mistrzostwo NRD toczona była w rozgrywkach ligowych. Organizowane były one przez niemiecki sportowy związek rugby (Deutscher Rugby-Sportverband - DRSV). Rozgrywki zainaugurowano w 1952. W trzydziestoośmioletniej historii mistrzostw NRD najwięcej tytułów mistrzowskich zdobył zespół Stahl Hennigsdorf.

## Mistrzowie kraju
| - 1952: BSG Stahl Hennigsdorf - 1953: BSG Stahl Hennigsdorf - 1954: DHfK Leipzig - 1955: DHfK Leipzig - 1956: SC Vorwärts Berlin - 1957: DHfK Leipzig - 1958: DHfK Leipzig - 1959: nie rozgrywano - 1960: BSG Stahl Hennigsdorf - 1961: BSG Stahl Hennigsdorf - 1962: BSG Stahl Hennigsdorf - 1963: DHfK Leipzig - 1964: BSG Lokomotive Wahren Leipzig - 1965: BSG Stahl Hennigsdorf - 1966: BSG Stahl Hennigsdorf - 1967: BSG Stahl Hennigsdorf - 1968: BSG Stahl Hennigsdorf - 1969: BSG Stahl Hennigsdorf - 1970: BSG Stahl Hennigsdorf - 1971: BSG Stahl Hennigsdorf | - 1972: BSG Stahl Leegebruch - 1973: BSG Stahl Hennigsdorf - 1974: BSG Stahl Hennigsdorf - 1975: BSG Stahl Hennigsdorf - 1976: BSG Stahl Hennigsdorf - 1977: BSG Stahl Hennigsdorf - 1978: BSG Lokomotive Wahren Leipzig - 1979: BSG Lokomotive Wahren Leipzig - 1980: BSG Lokomotive Wahren Leipzig - 1981: BSG Stahl Hennigsdorf - 1982: BSG Stahl Hennigsdorf - 1983: BSG Stahl Hennigsdorf - 1984: BSG Stahl Hennigsdorf - 1985: BSG Stahl Hennigsdorf - 1986: BSG Stahl Hennigsdorf - 1987: BSG Stahl Hennigsdorf - 1988: BSG Stahl Hennigsdorf - 1989: BSG Stahl Hennigsdorf - 1990: BSG Stahl Hennigsdorf |